# Abeille Musique
Pour les articles homonymes, voir Abeille (homonymie).
 (mai 2014).
Abeille Musique est une maison de disques indépendante française créée en septembre 1997 à Paris par Yves Riesel.
Abeille Musique produit et distribue des disques de musique classique, de jazz, de musiques du monde, des musiques pour enfants et des documents sonores ou littéraires.
Les activités de ventes de CD ont débuté effectivement en mars 1998.
Parmi les premiers labels qui figuraient au catalogue Abeille Musique à sa création ou dans les premiers mois d'exercice de la société on peut citer : Alpha, Alia Vox, Testament, Ars Musici, Col Legno, etc.
Au cours des années qui ont suivi, le catalogue Abeille Musique s'est considérablement étoffé.
À la date du 6 février 2011, il ne comportait pas moins de 57 labels dont Abeille Musique détenait les droits de distribution pour la France avec des périmètres variables. 
Tous les labels distribués en CD et DVD (115 au 6 février 2011) sont également distribués par Abeille Musique en numérique auprès des plateformes de musique en ligne légales, au minimum pour la France.
Les labels distribués en numérique (257 au 6 février 2011) ne sont pas toujours distribués en physique par Abeille Musique, certains au terme d'un accord avec le groupe Naxos.
En termes de modèle d'activités ("business model") Abeille Musique est une société atypique dans la mesure où sa stratégie dès 2004 a consisté à conserver et étendre sa présence sur le marché français en se mettant en position de devenir un distributeur numérique de musique « B2B », qui commercialise auprès des plateformes de musique en ligne légales les éditeurs phonographiques qu'Abeille Musique commercialise en CD. 
En offrant aux éditeurs discographiques français et étrangers une solution mixte de distribution physique et numérique ; en utilisant sa propre technologie, Abeille Musique en tant que distributeur numérique diffère des "agrégateurs numériques" et se définit selon Yves Riesel comme « une maison de disques ayant avalé la technique » et non pas comme un « pure player » numérique.
La société met toutefois fin à ses activités de distributeur de disques compacts et de DVD en octobre 2014, le groupe LyraMediaGroup, dont elle était une filiale, ayant décidé, pour des raisons financières, de se concentrer sur Qobuz,.

## L'affaire des coffrets
Au cours de la saison 2005/2006, Abeille Musique a réussi un énorme succès de vente avec le coffret Intégrale Mozart / Brilliant Classics (210 000+ coffrets vendus), succès qui a connu des répliques au cours des saisons suivantes avec les intégrales Bach (80 000 coffrets vendus), Chopin, 45 000 coffrets vendus, Beethoven (27 000 coffrets vendus), Brahms (9000 coffrets vendus) et Haydn (4000 coffrets vendus). 
Ces intégrales sont nées d'une collaboration proche entre Pieter van Winkel, Directeur Artistique de Brilliant Classics et de Yves Riesel, et de la volonté de ce dernier de parvenir à convaincre les magasins français de vendre cette intégrale à 99 euro, à l'occasion de 2006, Année Mozart.
Les premières commandes furent modestes de la part des magasins, l'accueil très enthousiaste de la part des acheteurs, jusqu'à ce qu'un article élogieux de Alain Lompech dans le journal Le Monde le 12 novembre 2005, « Tout Mozart pour 99 euros », mette le feu aux ventes. S'ensuivirent six mois de succès ininterrompu et exceptionnel pour ce coffret, qui constitue sans doute l'un des plus gros succès du disque classique de tous les temps par le chiffre d'affaires et le nombre de CD vendus. Une polémique et même une pétition menée dans Le Monde contre ce coffret (« Mozart en tête de gondole », 21 décembre 2005) devait par la suite compléter la publicité donnée à ce coffret, bien involontairement sans doute, par ses adversaires, qui s'exprimaient en ces termes :
" L'article paru dans l'édition du Monde du 12 novembre 2005 « Tout Mozart pour 99 euros » permettra à ce coffret de l'intégrale de l'œuvre de Mozart de figurer en bonne place dans les têtes de gondole des hypermarchés et des grandes surfaces spécialisées (Fnac, Virgin...). Par contre, en ce mois de décembre, beaucoup de productions nouvelles vendues à un prix normal - correspondant au juste prix d'un enregistrement de qualité mais n'ayant pas la chance de bénéficier de la « une » du Monde et d'un éloge en pleine page - ne trouveront pas la même place dans les rayons des disquaires.
Ainsi, cet article vient ajouter à la confusion qui existe sur le prix du disque, parfois entretenue par les producteurs phonographiques eux-mêmes. Depuis quelques mois, avec la mise en vente des disques de musique classique à 1 euro - voire à moins encore dans le cas de ce coffret Mozart -, on a donné à croire aux acheteurs que la valeur d'un disque était celle de la rondelle du CD. Évidemment, il faut ajouter à cela les frais de promotion et de publicité, les frais généraux et de distribution, les royalties aux différents interprètes et, le cas échéant, les droits d'auteur payés à la Société des auteurs, compositeurs et éditeurs de musique (Sacem) pour les compositeurs. (...) "
En réponse, Yves Riesel répliquait le 5 janvier 2006 à ses détracteurs avec un humour teinté de méchanceté féroce sous le titre : « C'est moi l'assassin de Mozart » :
" Récemment, la tribune publiée par Le Monde sous le titre « Mozart en tête de gondole » mettait en cause la société que je dirige, diffuseur de l'intégrale Mozart dont le succès exceptionnel dérange les deux signataires. Leur argumentation reprend de vieilles lunes qui n'ont pour l'instant jamais permis aux producteurs de disques classiques de faire face aux défis qui se présentent à eux. Les deux compères prônent l'exercice du métier comme il y a vingt ans, comme si, en ce monde et pour leur confort, seul le disque classique devait ne jamais changer, ni ses acheteurs, ni son prix, ni son modèle économique. Si la solution aux problèmes du disque classique consistait à le rendre obligatoirement cher, ce serait une trouvaille géniale. "

## Situation administrative
À la suite de la création de la holding LyraMediaGroup SA en septembre 2007, dans laquelle la société de capital-risque Innovacom a pris une participation significative en janvier 2008, les activités de Abeille Musique SARL ont été filialisées au sein de LyraMediaGroup.
La société Abeille Musique constitue désormais l'une des trois SARL détenues par le groupe.
Les deux autres sociétés sont :
- Qobuz SARL, qui édite le site musical communautaire qobuz.com
- Virgule p.p.p. SARL.

La société est dirigée par Yves Riesel et Alexandre Leforestier.
Abeille Musique est membre du SNEP (Syndicat National de l'Édition Phonographique) et de la SCPP (Société Civile des Producteurs Phonographiques) et membre du Conseil syndical et du conseil d'Administration de ces deux organismes.

## Labels discographiques produits et distribués en exclusivité par Abeille Musique
Les labels discographiques édités en propre par Abeille Musique sont :
- Sisyphe (classique)
- Beejazz (jazz)
- Abeille music records (divers répertoires)
- Melodie (musiques du monde et variétés)
- Honey it's me (électro et musiques actuelles)

## Labels discographiques distribués

### En CD et DVD, en France et dans certains cas autres territoires
- Abbaye de Solesmes
- Absinthe Music
- Accent
- Aeolus
- Andromeda
- APR
- Arbiter
- Arfi
- Arkes
- Ars Produktion
- AS Musique
- AVIE
- Barcarolle
- Bee Jazz
- Bee Pop
- Biddulph
- BR Klassik
- Brilliant Classics
- Brilliant Jazz
- Budapest Music Center
- Camerata
- Campanella Musica
- Canary Classics
- Capriccio
- Carpe Diem
- Casa Editions
- Cascavelle
- Chandos Records
- Charlin
- Christophorus
- Chronological Classics
- Connecting Cultures
- Coviello Classics
- CRD
- Cypres
- Da Capo
- De Plein Vent
- Delos International
- Doki Doki
- DOREMI
- Etonnants Messieurs Durand
- Estonian Record Productions
- Foreign Media Jazz
- Gimell
- Hangveto
- Hip Notik Records
- Honey it's me !
- Hungaroton Classics
- Hyperion
- Ica Classics
- Idil Biret Archive
- INA GRM
- INA Mémoire vive
- Ivory Classics
- Jazz Icons
- KML
- KML Sonic Invaders
- L'empreinte digitale
- L'Inlassable
- La Compagnie du Savoir
- Laborie
- Laomé Records
- Larghetto
- Laughing Out Law Records
- Les Discophiles Français
- Les Disques Bien
- Les Verres Luisants
- Live Classics
- Living Stage
- LPO
- Ludi Musici
- Magpie Records
- Marco Polo
- Marianne Melodie
- Matamore
- Mélodie
- Metronome
- Motoneige Records
- Motus
- Musica Guild
- Musical Concepts
- Musique Sacrée Notre-Dame de Paris
- Myto
- Myto Historical
- Natives
- Naxos
- New Earth Records
- Nightingale
- Obsidian
- Odduara Musics
- Onyx Classics
- Opera Rara
- Pan Classics
- Passion Music
- Phoenix Edition
- Pirouet Records
- Plush
- Relief
- San Francisco Symphony
- Shiiin
- Sisyphe
- SK Records
- Solo Musica
- Songlines
- Supraphon
- Syntonie
- Testament
- The Music Agents
- Toccata Classics
- Tròba Vox
- Vanguard Classics
- VMS
- Vox
- Waterhouse
- White Label Music
- Winter & Winter

### En numérique dans le monde
- Abbaye de Solesmes
- Aeolus
- Arkes
- AS Musique
- Barcarolle
- Cascavelle
- Charlin
- Cypres
- Etonnants Messieurs Durand
- Fondamenta
- In Cortezia
- INA GRM
- INA Mémoire vive
- Ivory Classics
- KML
- L'empreinte digitale
- Le Figaro
- Les Discophiles Français
- Les Verres Luisants
- Live Classics
- Musique Sacrée Notre-Dame de Paris
- Natives
- Passion Music
- Shiiin
- Sisyphe
- Solstice
- Syntonie
- Tròba Vox
- VMS
- Motus
- Laborie
- Absinthe Music
- Doki Doki
- Hip Notik Records
- La Compagnie du Savoir
- Laomé Records
- Arfi
- Bee Jazz
- MELISSE
- Odduara Musics
- Pirouet Records
- Mélodie
- Musica Guild
- Larghetto
- ArchiMusic
- Casa Editions
- Connecting Cultures
- De Plein Vent
- Honey it's me !
- ADGM
- Motoneige Records
- SK Records
- KML Sonic Invaders
- Marianne Melodie
- Magpie Records
- BD Music (sauf États-Unis)

### En numérique en France seulement
- Quiet Please Music
- Academy
- Accent
- Agnas
- Albany
- Allegria
- Amadis
- Andromeda
- APR
- Arbiter
- ARC
- Ars Musici
- Ars Nova
- Ars Produktion
- ART
- Artek
- ASO media
- ATMA Classique
- Audite
- AVIE
- Azica Records
- Berlin Cabaret
- Berlin Classics
- Biddulph
- BIS
- BR Klassik
- Bredon Hill Media
- Brilliant Classics
- Cambria
- Camerata
- Campanella Musica
- Canary Classics
- Cantate
- Capriccio
- Caprice
- Capriole
- Carl Davis Collection
- Carpe Diem
- Carus
- CBC
- CD Accord
- Cedille
- Celestial Harmonies
- Centaur
- Centaur Records, Inc.
- Chandos Records
- Christophorus
- Clarion
- Classico
- Clear Note
- Col Legno
- Composers Concordance Records
- Concerto
- Corona Classics Collection
- Coviello Classics
- CPO
- CRD
- CSO Media
- CSO Resound
- Da Capo
- Danacord
- Daphne Records
- dB Productions
- Delos
- Divox
- Documents
- DOREMI
- Dreyer Gaido
- Dynamic
- early-music.com
- EDA Records
- ERM Media
- Estonian Record Productions
- Finetone
- First Impression
- Footprint Records
- Gavriel Lipkind
- Genuin
- Glor Classics
- Gothic
- Haenssler Classics
- House Of Classics
- Hungaroton Classics
- Hyperion
- Ica Classics
- Ictus Music Production
- Idil Biret Archive
- IDIS
- Intim Musik
- Kneisel Hall
- Labor Records
- Listen
- Little Amadeus
- Loft
- Longhorn Music
- LPO
- Ludi Musici
- Lutherska Missionskyrkans Kor
- Marco Polo
- Mickael Johnson Musik
- Milken Family Foundation
- Modesty Music
- Music Agents Red Label
- Musical Concepts
- Musicaphon
- Myto
- Myto Historical
- Natives
- Navona
- Naxos
- New Amsterdam
- New Classical Adventure
- Nightingale
- Nonclassical
- North South Recordings
- Nosag
- Nuova Era Internazionale
- Obsidian
- Oehms Classics
- Ondine
- Onyx Classics
- Opera Rara
- Orchid Classics
- OUR Recordings
- Pan Classics
- Park Avenue Chamber Symphony
- PentaTone
- Phoenix Edition
- Pierian Recording Society
- Portara
- Profil
- Ravello Records
- Ricci Collection
- Royal Academy of Music
- Royal Philharmonic Orchestra
- Running Flood Music
- Scandinavian Classics
- SDG
- Seaflower Music
- Solo Musica
- Steinway and Sons
- Stephan Jamtback
- Supraphon
- Symposium
- Telos Music
- The Gift of Music
- The Listening Room
- The Music Agents
- Toccata Classics
- Touche Music
- Tudor
- TwoPianists
- Urtext
- Vanguard Classics
- Vox
- Washington National Cathedral
- Waterhouse
- White Rabbit
- White Cloud
- White Label Music
- Winter & Winter
- Yellow River
- Zebra Arts
- Budapest Music Center
- Cantaloupe Music/ Bang on a can
- Glossa
- LJ Records
- Fortuna Records
- Innova
- Pipistrelle Music
- Genesis
- Plush
- L'Inlassable
- Big Round Records
- Brilliant Jazz
- Chronological Classics
- Foreign Media Jazz
- ITM
- Jazzwerkstatt
- Kopasetic Productions
- Morgenland
- Songlines
- Black Sun Music
- Curol Music
- Dynamic Sound Records
- Jube
- Laughing Out Law Records
- Little Beat Records
- Matamore
- Kuckuck
- Select Global
- Les Disques Bien
- Day By Day Music
- Delos International
- Klavier
- Living Stage
- New Earth Records
- Opus Arte
- Out of the Blue
- Quilisma
- Relief
- ReZound